# 신무로
신무로(Sinmu-ro)는 강원특별자치도 원주시 호저면 만종삼거리에서 원주시 호저면까지 연결하는 도로이다.

## 주요 경유지
강원특별자치도
- 원주시 (호저면 - 지정면)

## 노선
| 이름            | 접속 노선                     | 소재지 | 소재지 | 비고 |
| --------------- | ----------------------------- | ------ | ------ | ---- |
| 만종 삼거리     | 원문로                        | 원주시 | 호저면 |      |
| 만종2교         |                               | 원주시 | 지정면 |      |
| 신평사거리      | 지방도 제409호선 (기업도시로) | 원주시 | 지정면 |      |
| 물지울 사거리   | 기업도시로                    | 원주시 | 지정면 |      |
| 나낭버덩 사거리 | 신지정로                      | 원주시 | 지정면 |      |
| 누산사거리      | 신평석화로                    | 원주시 | 지정면 |      |
| 언고개          |                               | 원주시 | 호저면 |      |
| (이름없음)      | 칠봉로                        | 원주시 | 호저면 |      |

## 주요 건물 및 시설
- S-OIL 원주가스충전소 (신무로 10/만종리 627)
- S-OIL 신평주유소 (신무로 12/만종리 632)
- LG생활건강 원주물류센터 (신무로 47/신평리 197)
- 경동택배 원주지정신평 983영업소 (신무로 134/신평리 983-1)